# B.S. (Jhené Aiko)
B.S. è un brano musicale della cantante statunitense Jhené Aiko incluso nell'album in studio Chilombo pubblicato il 6 marzo 2020.

## Descrizione
Il brano vede la collaborazione della cantante statunitense H.E.R. ed è stato prodotto dai Fisticuffs e scritto dalle due interpreti assieme al produttore discografico e al rapper Big Sean. È stato composto in chiave La bemolle minore con un tempo di 136 battiti per minuto.

## Remix
La cantante ha realizzato un remix del brano contenuto nella versione deluxe di Chilombo pubblicato il 17 luglio 2020. La canzone presenta la partecipazione della cantante Kehlani.

## Tracce
Download digitale
Testi e musiche di Jhené Chilombo, Sean Anderson, Brian Warfield, Gabriella Wilson, e Mac Robinson.
1. B.S. (feat. H.E.R.) – 3:33

Download digitale - Remix
1. B.S. (feat. Kehlani) (Remix) – 3:32

## Classifiche
| Classifiche (2020)        | Posizione massima |
| ------------------------- | ----------------- |
| Regno Unito               | 64                |
| Stati Uniti               | 24                |
| Stati Uniti (R&B/Hip-Hop) | 15                |